# Ruggiero Rizzitelli
Ruggiero Rizzitelli (Margherita di Savoia, 2 de septiembre de 1967) es un exfutbolista italiano, se desempeñaba como delantero, y fue el primer jugador italiano en destacar en el Bayern de Múnich.

## Clubes
| Club                | País     | Año         |
| ------------------- | -------- | ----------- |
| AC Cesena           | Italia   | 1984 - 1988 |
| AS Roma             | Italia   | 1988 - 1994 |
| Torino FC           | Italia   | 1994 - 1996 |
| FC Bayern de Múnich | Alemania | 1996 - 1998 |
| Piacenza            | Italia   | 1998 - 2000 |
| AC Cesena           | Italia   | 2000 - 2001 |

## Palmarés
AS Roma
- Copa de Italia: 1991

FC Bayern de Múnich
- Bundesliga: 1996-97
- Copa de Alemania: 1998
- Copa de la Liga de Alemania: 1997

- Datos: Q577885